# Qom (shahrestan)
Qom (persiska: قُم), eller Shahrestan-e Qom (شهرستان قم), är en shahrestan, delprovins, i provinsen Qom i Iran. Vid folkräkningen 2016 var den provinsens enda shahrestan och hade då 1 292 283 invånare. Administrativ huvudort är staden Qom.